# Pirates of the Burning Sea
Pirates of the Burning Sea (kurz PotBS) ist ein Massively Multiplayer Online Role-Playing Game (MMORPG), das von Flying Lab Software entwickelt und betrieben wird. Das Spiel findet in der Karibik im Jahre 1720 statt und kombiniert taktische Seegefechte und Landkämpfe mit einer von Spielern gesteuerten Wirtschaft. Vision Online Games übernahm im Januar 2019 die Entwicklung des Spiels, nachdem das ursprüngliche Studio geschlossen wurde.

## Entwicklung
Pirates of the Burning Sea befand sich seit 2002 in der Entwicklungsphase. In den ersten Entwicklungsjahren erkannten Flying Lab Software, dass das Projekt mehr Entwicklungsaufwand als angenommen benötigt. Somit verdoppelten sie das Personal und stellten ein anderes Projekt, das MMORPG Delta Green, ein.
Am 3. Dezember 2007 entfernte Flying Lab Software die NDA und begann die Open Beta Phase. Das Spiel wurde offiziell am 22. Januar 2008 (USA) gestartet, wobei Vorbesteller bereits ab dem 7. Januar 2008 beginnen konnten.

## Spielprinzip

### Charaktere
Spieler in Pirates of the Burning Sea können einen oder mehrere Charaktere erstellen, um sich selbst in der Spielwelt darzustellen. Alle Charaktere sind Kapitän eines eigenen Schiffes und kämpfen für eine Nation ihrer Wahl oder als Pirat (siehe unten). Im Spielverlauf erhöht der Spieler durch gewonnene Erfahrung seinen Rang (Engl. „rank“, in anderen MMORPG’s auch bekannt als Level.). Dadurch ist es dem Spieler möglich neue Spielinhalte, wie Talente oder Kampffähigkeiten oder auch bessere Schiffe zu erhalten. Der höchste Rang beschränkt sich auf 50, welcher nach rund zwei Monaten normaler Spielzeit erreicht werden sollte.
Nachdem der Charakter erstellt worden ist, muss der Spieler auswählen welcher Nation er angehören möchte. Die Auswahl beschränkt sich auf Großbritannien, Frankreich, Spanien oder auf die Piraten. Die Auswahl ist einmalig und kann nicht widerrufen werden. Jede der vier Nationen besitzt verschiedene Starthäfen und Zugriff auf andere Ressourcen zu Beginn des Spiels.
Ist eine Nation gewählt worden, ist es dem Spieler möglich, das Aussehen seines Charakters zu ändern. So ermöglichen es 14 verschiedene Kategorien Tausende Kombinationen zu kreieren. Viele Kategorien erlauben ebenfalls die farbliche Gestaltung. Das Aussehen der Charaktere basiert jedoch auch auf deren Rang. So ist es erst später möglich, zum Beispiel Holzbeine oder Hakenprothesen zu erlangen.

### Karrieren
Bevor das Spiel beginnt, muss der Spieler die Karrierelaufbahn seines Charakters festlegen. Die Karriere legt die Fähigkeiten und Attribute des Kapitäns fest. Bei jeder Karriere beginnt das Spiel mit einer Nahkampftechnik (Fechten, Florett oder schmutzigem Kämpfen); diese kann aber im Laufe des Spiels jederzeit gewechselt werden. Nach jedem Levelaufstieg erhält der Avatar einen Fähigkeitenpunkt, wechselweise für Nahkampf (bei jedem geraden Level) oder Seekampf (bei ungeradem Level). Diese können in verschiedene Fähigkeiten investiert werden, was den Kapitän wiederum mächtiger bzw. stärker macht. Die Karrierelaufbahn kann, wie die Nationalität, nachträglich nicht geändert werden.
Für Seekampf gibt es insgesamt 45 Fähigkeiten für jede Karriere, von denen man jedoch nur 25 wählen kann. Sie sind in neun Kategorien mit je fünf Fähigkeiten eingeteilt und müssen aufsteigend gewählt werden. Um die letzte Fähigkeit einer Kategorie zu wählen, muss man also die vier vorgehenden bereits genommen haben. Um einen Zweig vollständig zu erlernen, benötigt der Spieler also Rang 9.
Nahkampftechniken haben 40 Fähigkeiten in fünf Kategorien, jedoch kosten die starken Fähigkeiten (ab der fünften Fähigkeit der Kategorie) zwei, die stärksten (die achte Fähigkeit der Kategorie) sogar drei Fähigkeitenpunkte. Um einen Zweig vollständig zu erlernen, benötigt der Spieler also Rang 26.
Welche Karrieren man wählen kann, hängt von der Nation ab für die man spielt.
Die Karrieren zeichnen sich wie folgt aus:
Navy Officer: (dt.: Marineoffizier) Spezialisiert auf Verteidigung, Eskortieren von Schiffen, und Nahkampfgefechte. Navy-Offiziere erhalten Zugriff auf mächtige Kriegsschiffe.
Privateer: (dt.: Freibeuter) Spezialisiert auf den Nutzen geschickter Taktiken um den Gegner auszumanövrieren und bewegungsunfähig zu machen. Söldner sind geschickt im Enterkampf und haben die Möglichkeit Piraten PvP-Zonen zu nutzen.
Freetrader: (dt.: freier Händler) Spezialisiert auf Handel, Produktion und Wirtschaft. Freihändler besitzen Fähigkeiten um Kämpfen effektiv aus dem Weg zu gehen oder zu flüchten. Es ist möglich, Fähigkeiten zu erlernen, die die Produktionsgeschwindigkeit erhöhen.
Cutthroat: (dt.: Halsabschneider) Eine vielseitige Klasse, die außerdem erlaubt geenterte Schiffe zu übernehmen. Falls ein Pirat ein Kampfschiff gewisser Größe entert, wird er automatisch für den offenen PvP-Kampf markiert.
Bucaneer: (dt.: Bukanier) Spezialisiert auf die Versorgung seiner Piratenkollegen. Er kann nicht wie der Pirat Schiffe kapern. Außerdem darf er größere Schiffe, die mit Linienschiffen gleichzusetzen sind fahren.
Spieler, die sich für England, Spanien oder Frankreich als Nation entschieden haben, können nur Marineoffizier, Freibeuter oder freien Händler spielen. Spieler der Piratennation haben die Wahl zwischen Halsabschneider und Bukanier.

## Rezeption
4Players findet, das Spiel hat Höhen und Tiefen, letzten Endes fesselt es aber überraschenderweise. Eurogamer empfindet, dass das Spiel zwar Potenzial hat, letztlich aber nicht wirklich überzeugt. GameRankings kommt auf 76/100 Punkten.